# تشالي كيادة (بالا خيابان ليتكوة)
تشالي کیادة (بالفارسية: چالی‌کیاده) هي قرية تقع في إيران في قسم بالا خیابان لیتکوة الريفي. يقدر عدد سكانها بـ 314 نسمة بحسب إحصاء 2016.